# 중신 웨일스
중신 웨일스(중국어 정체자: 中國信託鯨, 中信鯨, 영어: Chinatrust Whales)는 중화민국 중화 직업봉구 대연맹에 소속되어 있는 프로야구 팀이었다. 1997년에 허신 웨일스로 창단되었다. 지금 사용하고 있는 이 명칭은 2002년에 바뀐 것이다. 연고지는 타이베이시이다. 1996년에 허신 웨일스로 창단되어 2002년에 지주회사가 중국신탁으로 넘어가면서 중신 웨일스가 되었다.
2008년에 디미디어 티렉스와 연루된 승부조작 사건이 터졌다. 9월 9일 디미디어와의 경기 전에 승부조작에 관련된 전화 통화내용을 타이베이 지방검찰이 확보하면서 사건의 전말이 밝혀졌다. 이 사건으로 인해 중신 웨일스 팀의 이미지가 급격하게 나빠졌고, 결국 2008년 시즌이 마무리된 후 팀 해산을 선언하였다. 중신 웨일스에 소속되어 있었던 선수들은 드래프트를 거쳐 나머지 구단으로 흩어졌다.